# Leptopelis occidentalis
Leptopelis occidentalis es una especie de anfibios de la familia Arthroleptidae.
Habita en Costa de Marfil, Ghana, Liberia y posiblemente Nigeria.
Su hábitat natural incluye bosques tropicales o subtropicales húmedos a baja altitud, ríos y marismas de agua fresca.
Está amenazada de extinción por la pérdida de su hábitat natural.